# Friedrich Thimme
Friedrich Wilhelm Karl Thimme, född den 12 februari 1868 i Crimderode (Harz), död i juni 1938 nära Berchtesgaden, var en tysk historisk och politisk skriftställare.
Thimme blev 1902 stadsbibliotekarie i Hannover samt 1913 chef för preussiska herrehusets och 1919 för preussiska lantdagens bibliotek. Thimme var en flitig utgivare av samtidshistoriska aktstycken, till exempel Johannes von Miquels tal (4 band, 1911–1914), Rudolf von Bennigsens tal (2 band, 1911-22) och Bethmann Hollwegs krigstal (1919; tillsammans med Walter Schultze), samt är en av utgivarna av tyska utrikesministeriets stora diplomatiska aktsamling från åren 1871–1914 och av Bismarcks samlade arbeten, där han redigerar dennes politiska skrifter från åren 1862–1890. Tillsammans med Carl Legien utgav Thimme samlingsverket Die Arbeiterschaft im neuen Deutschland (1915). Själv har Thimme skrivit bland annat Die inneren Zustände des Kurfürstentums Hannover unter der französisch-westfälischen Herrschaft, 1806–1813 (1893–1895), Die Aktenpublikation des auswärtigen Amtes (1924) och smärre uppsatser i frågan om skulden till första världskrigets utbrott.